# Tocro à poitrine noire
Odontophorus leucolaemus
Espèce
Statut de conservation UICN

 LC  : Préoccupation mineure
Le Tocro à poitrine noire (Odontophorus leucolaemus) est une espèce d'oiseaux de la famille des Odontophoridae.

## Description
Cet oiseau mesure environ 23 cm de longueur. De silhouette arrondie, il a le dessus du corps brun foncé et le dessous noir moucheté de blanc. La gorge est blanche.
Son cri est un appel fort et mélodieux.

## Répartition
Il vit au Costa Rica et au Panama (cordillère de Talamanca).

## Habitat
Son habitat naturel est la montagne humide tropicale ou subtropicale entre 700 et 1 800 m d'altitude.

## Comportement
Cet oiseau vit en petits groupes.

## Alimentation
Cette espèce consomme des graines, de petits fruits et des insectes.